# Corgémont
Corgémont je obec v okrese Bernský Jura v kantonu Bern ve Švýcarsku. Žije zde přibližně 1 700 obyvatel.

## Geografie

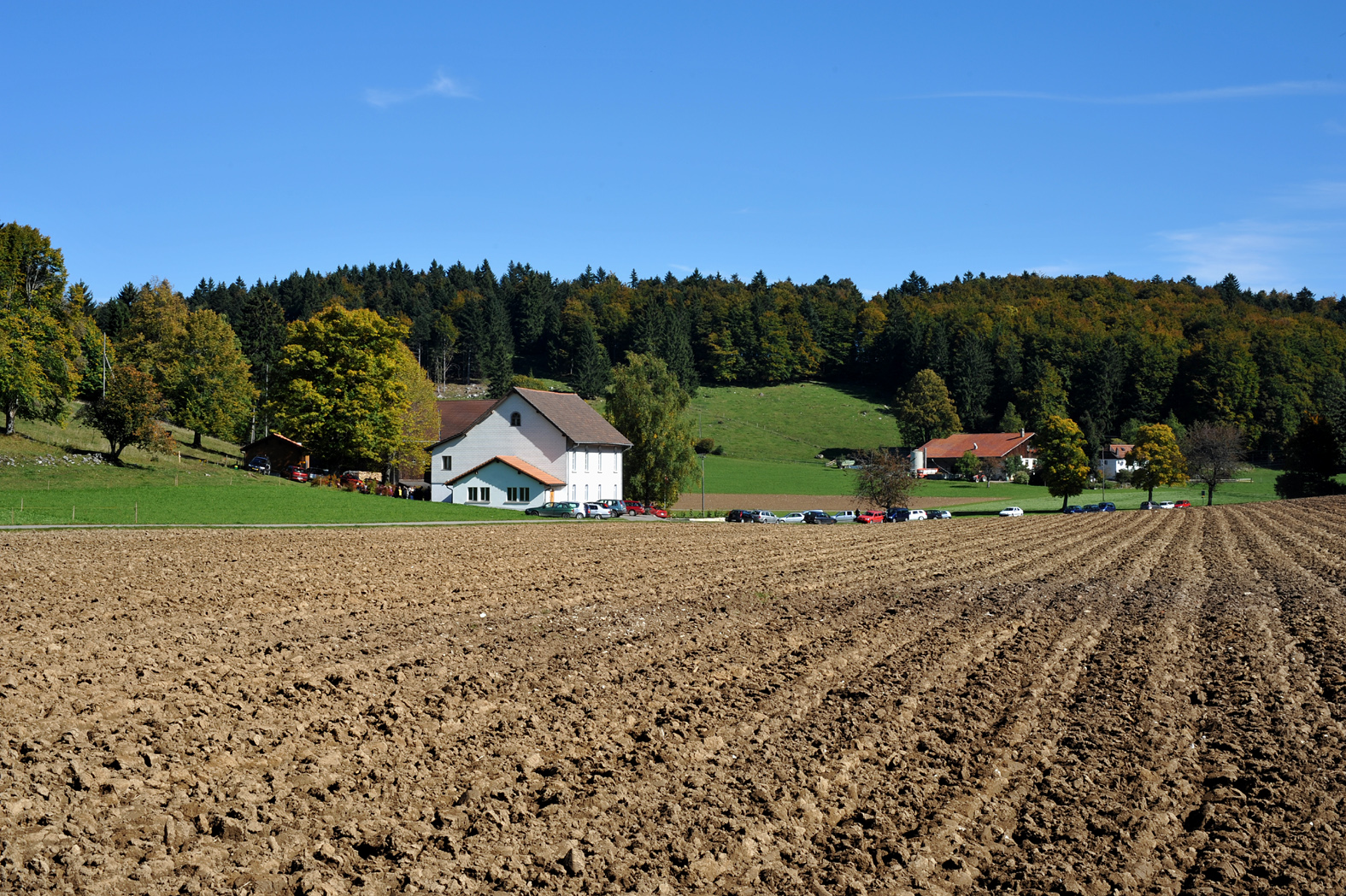
Typická krajina okolí Corgémont

Corgémont leží v nadmořské výšce 663 m, vzdušnou čarou 10 km severozápadně od města Biel. Obec leží ve východní části údolí Vallon de Saint-Imier, převážně severně od toku řeky Suze (německy Schüss).
Území obce o rozloze 17,6 km² pokrývá část široké údolní kotliny Vallon de Saint-Imier. Centrální část tvoří 500 m široké údolí řeky Suze. Na severu oblast zasahuje až k antiklinále Montagne du Droit (až 1126 m n. m.). Na jihu se Corgémont rozprostírá až k výšinám masivu Chasseral, kde se nachází nejvyšší bod obce ve výšce 1325 m n. m. Na jihu se Corgémont rozprostírá až k vrcholkům horského masivu Chasseral. Na hřebeni masivu Chasseral se tvrdá nadložní hornina během milionů let rozpadla a erodovala, čímž vznikl severní a jižní hřeben. Mezi nimi se nachází antiklinální údolí, které již bylo erodováno až k další vrstvě tvrdé horniny. Tato klenba tvoří třetí hřbet mezi oběma vnějšími hřbety. Jižně od Corgémontu má antiklinální údolí odtok do Suze, hluboce zaříznuté v soutěsce Combe du Bez. Na širokých hřebenech Montagne du Droit a masivu Chasseral se nacházejí rozsáhlé jurské vysokohorské pastviny s typickými mohutnými smrky, které stojí buď jednotlivě, nebo ve skupinách. V roce 1997 tvořila 6 % rozlohy obce zastavěná plocha, 39 % lesy a lesní porosty, 54 % zemědělství a méně než 1 % neproduktivní půda.
Corgémont zahrnuje četné jednotlivé zemědělské podniky roztroušené v údolí a na výšinách Jury. Sousedními obcemi Corgémont jsou Tramelan, Mont-Tramelan, Cortébert, Nods, Orvin, Sonceboz-Sombeval a Tavannes.

## Historie

Letecký pohled (1930)

První písemná zmínka o obci pochází z 8. století, kdy se na mapách objevuje pod názvem Curisgimund. Později se objevují názvy Corjamont (1178), Cortgemund (1181), Corteimont (1228) a Coriemont (1326). Název místa pravděpodobně pochází ze statku jistého Gismunda nebo Giamonda. Pozemky v Corgémontu vlastnilo opatství Moutier-Grandval a Saint-Imier. Šlechtici z Corgémont (známí také jako de Chalmé) vládli obci od 12. do 15. století. Až do roku 1797 patřila obec k panství Erguel, které podléhalo basilejskému knížecímu biskupství, i když větší vliv mělo občas i město Biel. V roce 1530 byla v Corgémont zavedena reformace. V letech 1797–1815 patřila obec k Francii a zpočátku byla součástí départementu Mont-Terrible, který byl v roce 1800 sloučen s départementem Haut-Rhin. Na základě rozhodnutí Vídeňského kongresu v roce 1815 se stala součástí okresu Courtelary v kantonu Bern.

## Obyvatelstvo
| Vývoj počtu obyvatel | Vývoj počtu obyvatel | Vývoj počtu obyvatel | Vývoj počtu obyvatel | Vývoj počtu obyvatel | Vývoj počtu obyvatel | Vývoj počtu obyvatel | Vývoj počtu obyvatel | Vývoj počtu obyvatel | Vývoj počtu obyvatel | Vývoj počtu obyvatel | Vývoj počtu obyvatel |
| -------------------- | -------------------- | -------------------- | -------------------- | -------------------- | -------------------- | -------------------- | -------------------- | -------------------- | -------------------- | -------------------- | -------------------- |
| Rok                  | 1850                 | 1900                 | 1910                 | 1930                 | 1950                 | 1960                 | 1970                 | 1980                 | 1990                 | 2000                 | 2010                 |
| Počet obyvatel       | 753                  | 1418                 | 1369                 | 1238                 | 1285                 | 1414                 | 1645                 | 1470                 | 1534                 | 1493                 | 1548                 |

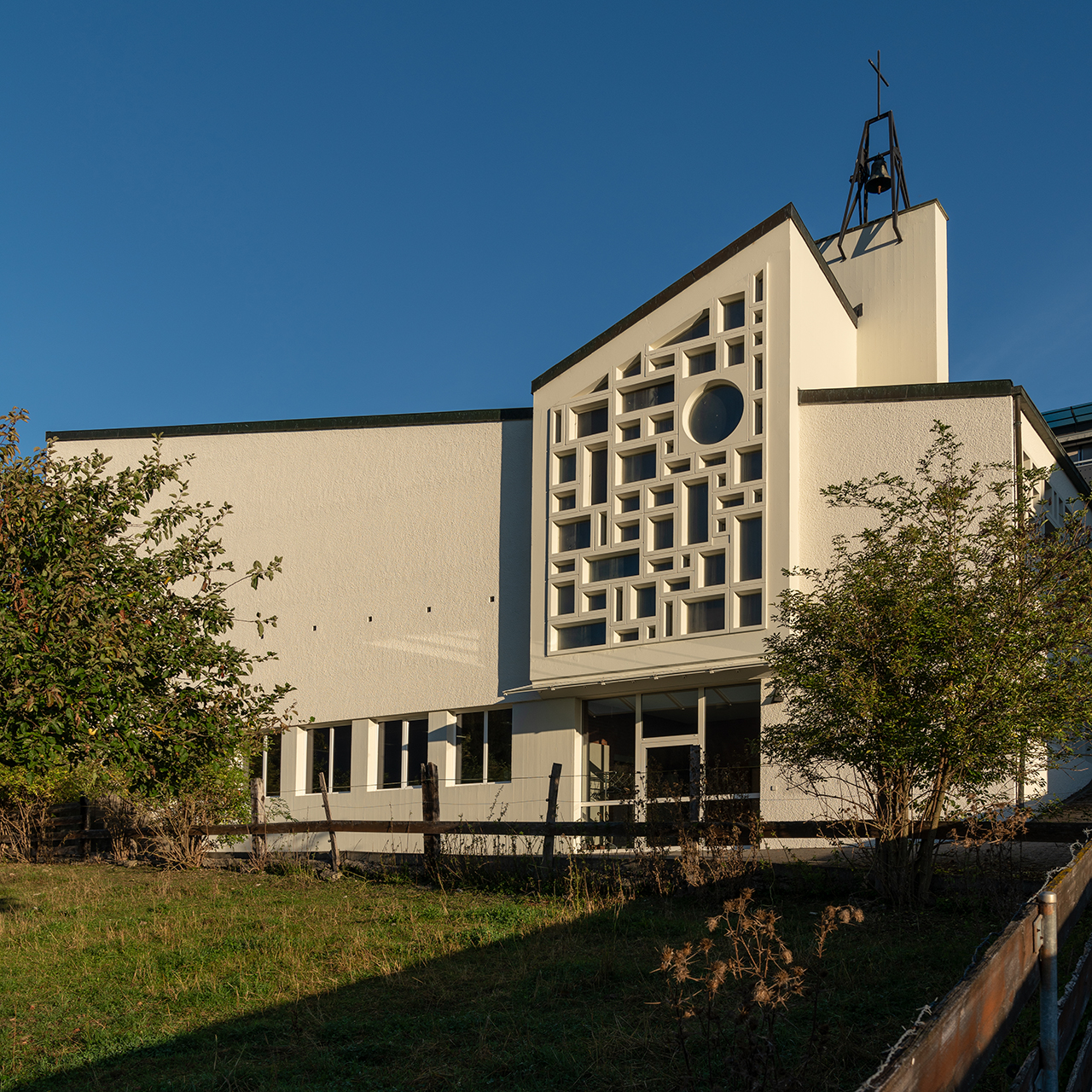
Moderní katolický kostel

Z celkového počtu obyvatel je 77,5 % francouzsky mluvících, 16,1 % německy mluvících a 3,4 % italsky mluvících (stav v roce 2000). Počet obyvatel Corgémont prudce vzrostl zejména ve druhé polovině 19. století. Po dosažení nejvyššího počtu kolem roku 1970 došlo v následujících letech během hospodářské krize k výraznému odlivu obyvatelstva. Od roku 1980 počet obyvatel kolísá jen mírně.

## Hospodářství

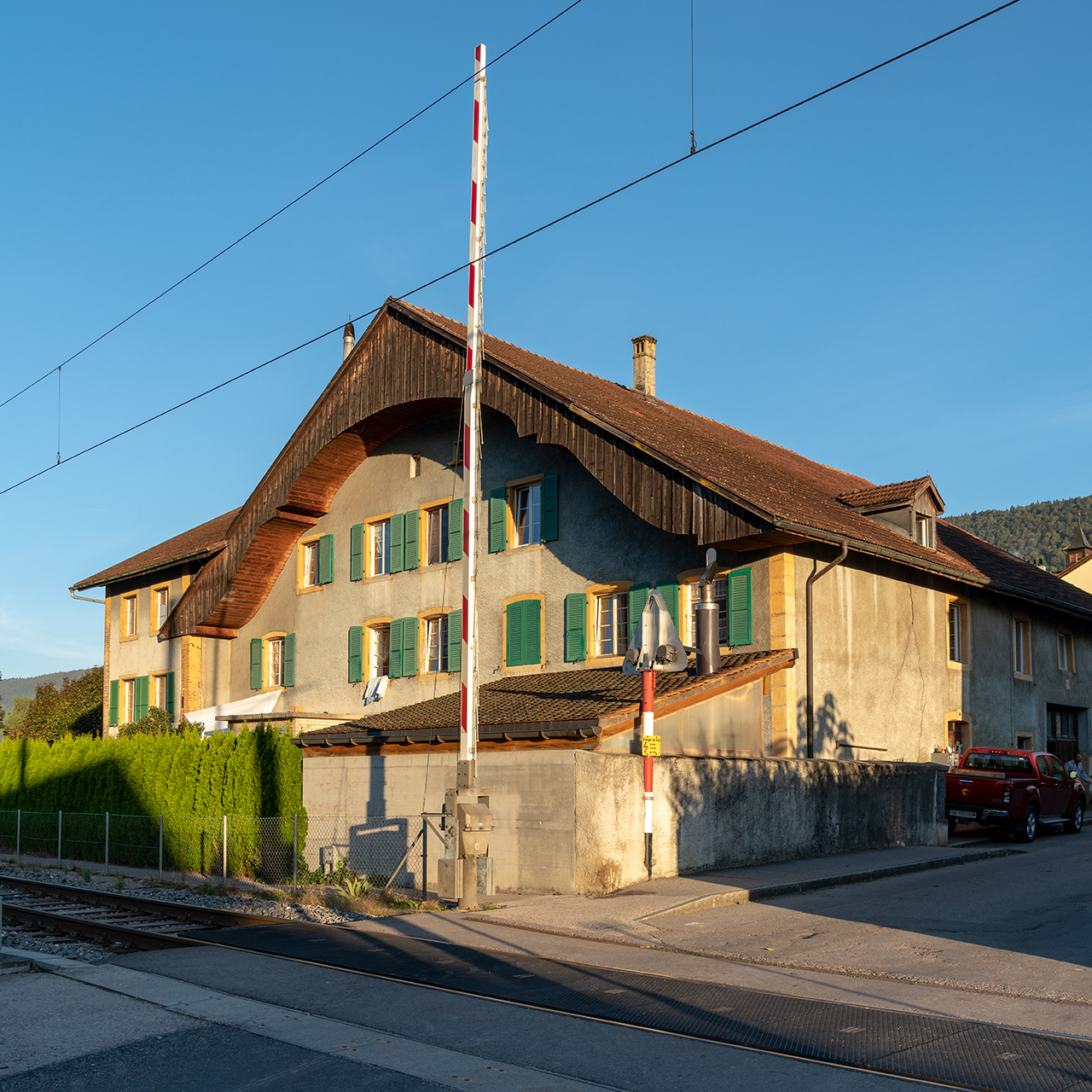
Tradiční usedlost v obci

Corgémont byl až do konce 18. století zemědělskou obcí s několika cihelnami, mlýny a soukenickými dílnami. Kolem roku 1800 se v Corgémont prosadilo hodinářství. Od druhé poloviny 19. století se díky hodinářskému průmyslu obec těšila velkému hospodářskému rozmachu. Patřila sem výroba hodinových pružin (1899–1982) a Jules Schmoll Corgémont Watch (1907–1928), pobočka hodinářské továrny Fontainemelon. S krizí hodinářského průmyslu se průmyslová odvětví diverzifikovala na mechaniku, přesné strojírenství a výrobu šroubových spojů. V letech 1932-–1994 měla velký význam továrna na smaltování, Emaillerie de Corgémont SA. Přes význam průmyslu hraje stále určitou roli zemědělství s chovem dobytka a produkcí mléka a v nižších oblastech i některé zemědělské plodiny. Toto odvětví zaměstnává 10 % pracovní síly.

## Doprava
Obec má dobré dopravní spojení. Nachází se na frekventované hlavní silnici z Bielu do La Chaux-de-Fonds. Železniční trať z Bielu do Convers se stanicí v Corgémont byla otevřena 30. dubna 1874.